# Liester Cardona
Liester Cardona (3 de octubre de 1993) es un deportista cubano que compite en judo. Ganó una medalla de oro en los Juegos Panamericanos de 2023 y una medalla de bronce en el Campeonato Panamericano de Judo de 2019.

## Palmarés internacional
| Juegos Panamericanos    | Juegos Panamericanos | Juegos Panamericanos | Juegos Panamericanos |
| Año                     | Lugar                | Medalla              | Categoría            |
| ----------------------- | -------------------- | -------------------- | -------------------- |
| 2023                    | Santiago (Chile)     | Medalla de oro       | Equipo mixto         |
| Campeonato Panamericano |                      |                      |                      |
| Año                     | Lugar                | Medalla              | Categoría            |
| 2019                    | Lima (Perú)          | Medalla de bronce    | –100 kg              |